# Karl-Heinz Winkler
Karl-Heinz Winkler (* 29. Februar 1948) ist ein deutscher Politiker (Partei Rechtsstaatlicher Offensive) und ehemaliges Mitglied der Hamburgischen Bürgerschaft.

## Leben
Winkler ist verheiratet. Er studierte Anglistik und Sportwissenschaften in Hamburg. Anschließend war er bis zu seiner vorzeitigen Pensionierung Lehrer. Zwischenzeitlich übte er Lehrtätigkeiten in England, Schweden und Hamburg aus. Winkler war Gründungsmitglied seiner Partei und Mitglied im Landesvorstand sowie im Präsidium.

## Politik
Winkler war von Oktober 2001 bis März 2004 Mitglied der Bürgerschaft der Freien und Hansestadt Hamburg. Als Landtagsabgeordneter war er Vorsitzender des Bau- und Verkehrsausschusses. Während seiner Mandatszeit setzte er sich im Wesentlichen für mehr Parkraum und Quartiersgaragen in den dichtbesiedelten Hamburger Stadtteilen ein.

Zitat: Ich wünsche mir für die nächsten Jahre, dass wir die tiefgreifende gesellschaftliche Fehlentwicklung in unserem Lande zumindest ansatzweise stoppen … linke Leistungsverweigerung, Sozialromantik, gesellschaftspolitische Permissivität in allen Bereichen.

## Quelle
Abgeordnetenhandbuch der Hamburgischen Bürgerschaft
1. ↑  Hamburger Abendblatt vom 3. Dezember 2002
2. ↑  Hamburger Abendblatt vom 9. Juli 2003
3. ↑  ARD-Panorama vom 11. Oktober 2001

| Personendaten    | Personendaten                   |
| ---------------- | ------------------------------- |
| NAME             | Winkler, Karl-Heinz             |
| KURZBESCHREIBUNG | deutscher Politiker (PRO), MdHB |
| GEBURTSDATUM     | 29. Februar 1948                |